# میمی (فیلم ۲۰۲۱)
میمی (به هندی: Mimi) فیلمی محصول سال ۲۰۲۱ و به کارگردانی لاکسمان اوتکار است. در این فیلم بازیگرانی همچون کریتی سانون، پانکاج تریپاتی، سای تامانکار، سوپریا پاتاک و جایا باهاتچاریا ایفای نقش کرده‌اند.